# Psalmodicon

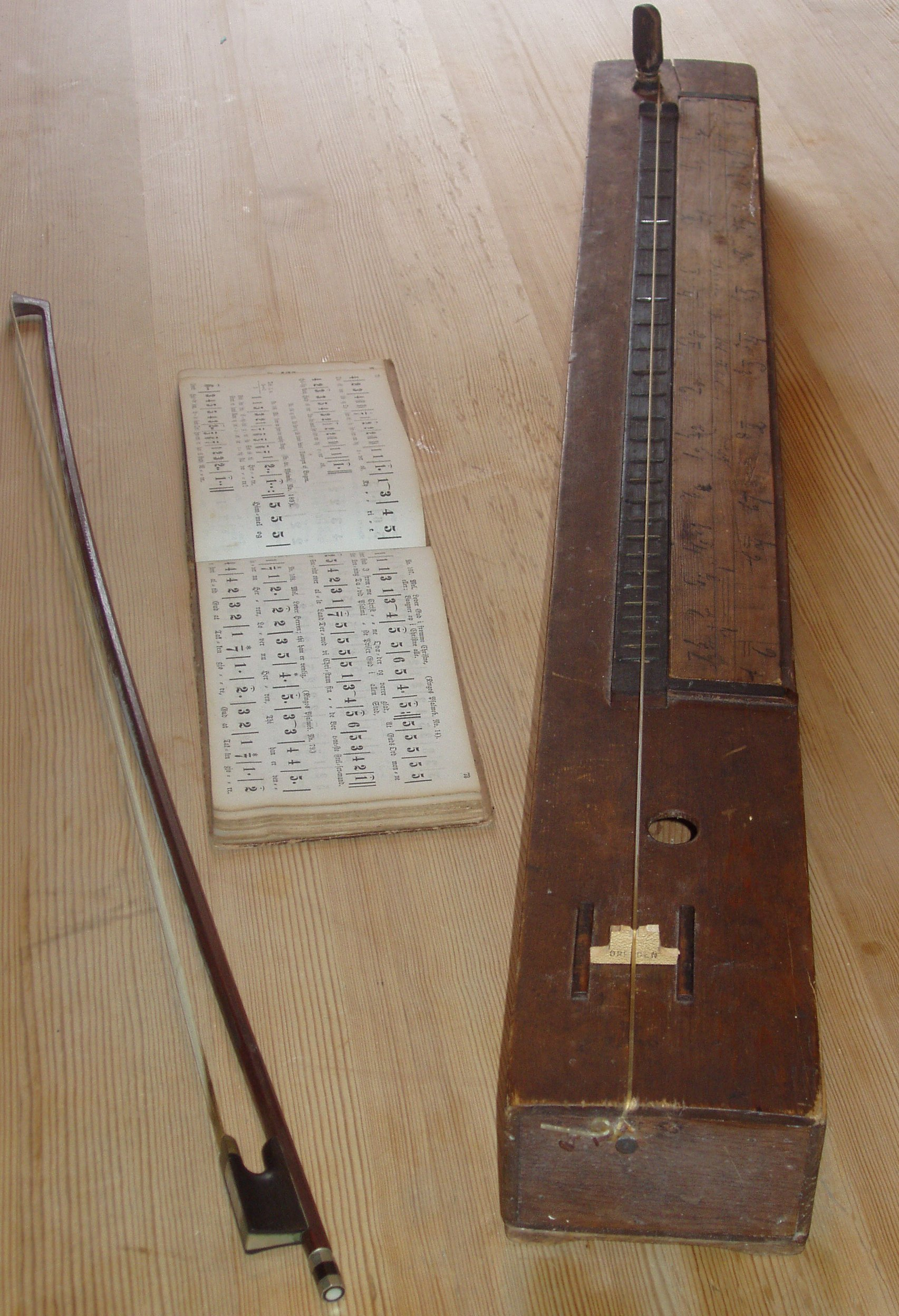
Psalmodicon, com seu arco de madeira, em uma fazenda na ilha Skorpa em Helgeland, Noruega, e um livro de música na notação musical siffernotskrift.

O Psalmodicon é um instrumento musical com uma única corda que deve ser tocada de forma friccionada, que foi desenvolvido na Escandinávia para simplificar a música nas igrejas e escolas e fornecer uma alternativa ao violino para a música sacra. À época, instrumentos de dança eram considerados inadequados para ambientes sagrados, então violinos não eram permitidos. O psalmodikon, por outro lado, era barato de construir, não era usado para dançar, ocupava pouco espaço e podia ser tocado por pessoas com pouca formação musical. Sua qualidade lenta e melódica funcionou bem com os hinos da época.
O instrumento pode ser dedilhado ou curvado. A partir do início do Século XIX, foi adotado por muitas igrejas rurais na Escandinávia; mais tarde, os imigrantes trouxeram o instrumento para os Estados Unidos.
À medida que as igrejas passaram a economizar dinheiro para os órgãos, no entanto, os psalmodikons tornaram-se menos comuns; no final do Século XX, eles raramente eram vistos fora dos museus. Nos anos posteriores, no entanto, o instrumento foi reintroduzido por músicos folclóricos multi-instrumentistas.

## História
Embora alguns livros atribuam a invenção do instrumento ao padre luterano sueco Johan Dillner (1785-1862) de Medelpad, outros observam que ele promoveu, em vez de inventar, o instrumento.
Existe algum consenso acadêmico de que o instrumento foi desenvolvido pela primeira vez na Dinamarca por volta de 1820 e se espalhou a partir daí.  Nas décadas de 1830 e 1840, o educador musical norueguês Lars Roverud viajou amplamente pela Noruega popularizando o instrumento para treinar estudantes e congregações no canto